# Proshchai, Gulsary!
Proshchai, Gulsary! (cirílico: Прощай, Гульсары!, literalmente en español: "¡Adiós, Gulsari!") es una película kazaja encauzada en los géneros dramático y romántico, dirigida por Ardak Amirkulov. Fue estrenada por primera vez en Kazajistán en el año 2008.

## Argumento
La película está basada en la novela del autor kirguiso, Chingiz Aitmátov, que publicó por primera vez en el año 1966 y que no llegó a ser traducida al español hasta el año 1989, bajo el título Adiós, Gulsari.
La historia se desarrolla poco después de la Segunda Guerra Mundial en la República Socialista Soviética de Kazajistán, donde un granjero llamado Tanabai (interpretado por Dokhdurbek Kydyraliyev), junto a su esposa Zhaydara (interpretada por Raikhan Aitkhozhanova) e hijos de corta edad, viven en la montaña dedicándose al cuidado, doma y cría de caballos. La vida sencilla de Tanabai, un herviente miembro del partido comunista, se ve alterada cuando le ofrecen el reto de intentar domar el caballo Gulsari, un ejemplar único en la región al ser de pura raza, puesto que la mayoría fueron usados en la guerra y pocos quedaban ya. Su antiguo dueño falleció y desde ese día, la viuda (interpretada por Nurlan Sanzhar) era la única a quien el caballo dejaba acercarse. Después de varios intentos fallidos, al ganarse la confianza de Gulsari, la relación que empezó a establecer con el caballo le cambió el resto de la vida, además de acercarle más a la joven viuda de la misma forma que cada día, se alejaba más del partido y, principalmente, debido a sus decisiones en relación con el futuro del caballo, así como de la vida de su familia.

## Reparto
- Dokhdurbek Kydyraliyev, como Tanabai.
- Raikhan Aitkhozhanova, como Zhaydara.
- Janel Makazhanova, como la viuda y amante de Tanabai.
- Nurlan Sanzhar, como mejor amigo Tanabai.

## Recepción
En kinopoisk, una de las principales páginas de cine de Rusia, obtuvo una puntuación de 8,1 sobre 10.

### Galardones
- 2008
  - Premio al mejor director (Ardak Amirkul) y Mejor Actor (Dogdurbek Kydyraliev) - Festival Internacional de Issyk-Kul (Kirguistán).
  - Gran Premio del Festival Internacional de Eurasia (Turquía).
  - Premio a la mejor actriz por Raikhan Aitkhozhanova - Unión de Cineastas de Kazajisstán.
- 2010
  - Premio del Público - Festival de Cine de Cottbus, Alemania.
  - Premio Especial del Jurado - XVI Festival de cine y literatura de Gátchina.
- 2011
  - Premio Especial del Jurado - Festival Internacional de Cine de Irán (Isla de Kish).